# ترمسعيا
ترمسعيا هي بلدة فلسطينية تقع وسط الضفة الغربية إلى شمال شرق محافظة رام الله والبيرة.

## الجغرافيا
ترتفع 720 مترا عن سطح البحر، وتحيط بها من الشرق قرى المغير، جالود،أبو فلاح، الغرب سنجل، الجنوب المزرعة الشرقية، ومن الشمال قريوت. 
تبلغ مساحتها ثمانية عشرة ألف دونم وتبعد عن مدينة رام الله 23 كيلو متر تقريبًا إلى الشمال الشرقي وتقع في المنتصف بينها وبين مدينة نابلس على الخط الرئيسي الواصل بين المدينتين.

## التاريخ
في 25 أكتوبر 2022، اعتدى مستوطنون إسرائيليون بحماية الجيش الإسرائيلي على مواطنين في قرية ترمسعيا شمال محافظة رام الله والبيرة وموظفي هيئة مقاومة الجدار والاستيطان خلال نشاط لقطف ثمار الزيتون في القرية. أُحرقت مركبة حكومية فلسطينية تتبع الهيئة ومركبة أخرى لأحد المواطنين الفلسطينيين.
في 18 فبراير 2024، اعتدى المستوطنين على منازل أهل بلدة ترمسعيا وتم حرق سيارة في منتصف الليل، وكتبوا على جدران المنزل "الموت للعرب". 

## السكان
قدر عدد سكانها عام 1922 حوالي (707) نسمه، وفي عام 1945 (960) نسمه، وفي عام 1967 كان العدد (1562) نسمه، وفي عام 1987 (2636) نسمه ،وفي عام 1996 ارتفع إلى 3241 نسمه (بدون المهاجرين). عدد سكانها الاجمالي حاليا حوالي 10000 نسمة، منهم حوالي 4500 يعيشون في المهجر ويتوزعون بين الولايات المتحدة الأمريكية وبنما والأردن والبرازيل و الإمارات العربية المتحدة.

## انظر ايضًا
- أعمال العنف في ترمسعيا 2023